# Велека
Велека (болг. Велека, тур. Kocadere) — река, протекающая по Турции и Бургасской области Болгарии. Площадь водосборного бассейна составляет 955 км². Длина реки — 147 км.
Велека течёт в восточном направлении и впадает в Чёрное море вблизи села Синеморец.
Вдоль хребта Странджа Велека граничит с бассейном реки Марица на юго-западе, на юге — с бассейном параллельно протекающей реки Резовска, на северо-западе и севере — с бассейнами рек Факийска, Изворска, Ропотамо, Дяволска и Китенска.